# José Luis Cruz Salazar
José Luis Cruz Salazar (Ciudad de Guatemala, 16 de abril de 1920-30 de marzo de 1992) fue un militar, político, diplomático y académico guatemalteco. 

## Reseña biográfica
José Luis Cruz Salazar fue coronel del ejército de Guatemala y miembro de la segunda Junta militar que gobernó el país luego de la renuncia del presidente Jacobo Árbenz Guzmán en 1954. Sus compañeros de Junta fueron Elfego H. Monzón y Mauricio Dubois. Fue candidato presidencial por el Movimiento Democrático Nacionalista en 1958; y fungió como Ministro de Comunicaciones y obras públicas, durante el gobierno de Miguel Ydígoras Fuentes que ganó los comicios. Fue Embajador de Guatemala en Washington D. C. y en la Organización de Estados Americanos, entre 1954 y 1958. Fue diputado en el Congreso de la República entre 1974-78. Fue profesor en el Instituto de Ciencias Políticas y Sociales, de la Universidad Rafael Landívar.